# Berijew

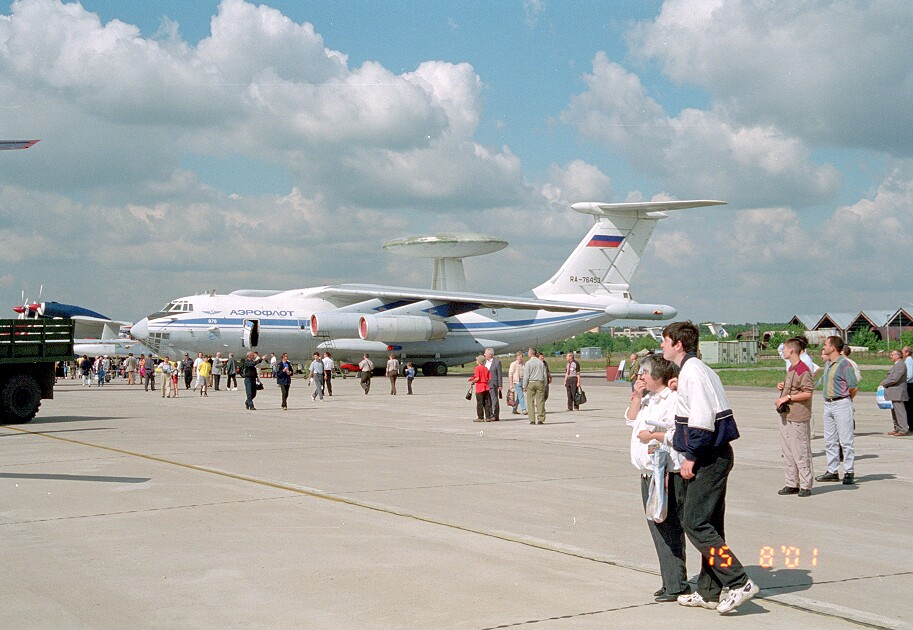
Samolot Berijew A-50 projektowany we współpracy z Iliuszynem

Berijew (rus. ОАО «Таганрогский авиационный научно-технический комплекс имени Г. М. Бериева»), rosyjskie przedsiębiorstwo przemysłu lotniczego powstałe w 1934 roku, do 1968 roku kierowane przez Gieorgija Berijewa. Znajduje się w południowej części miasta Taganrog, w pobliżu lotniska Taganrog-Jużnyj. Przedsiębiorstwo produkuje głównie wodnosamoloty.
Wybrane konstrukcje:
- MBR-2
- Be-2
- Be-4
- Be-6
- Be-10
- Be-12
- Be-30
- Be-32
- Be-42
- Be-103
- Be-200
- Be-300
- Berijew Iljuszyn A-50